# 파키스탄의 날

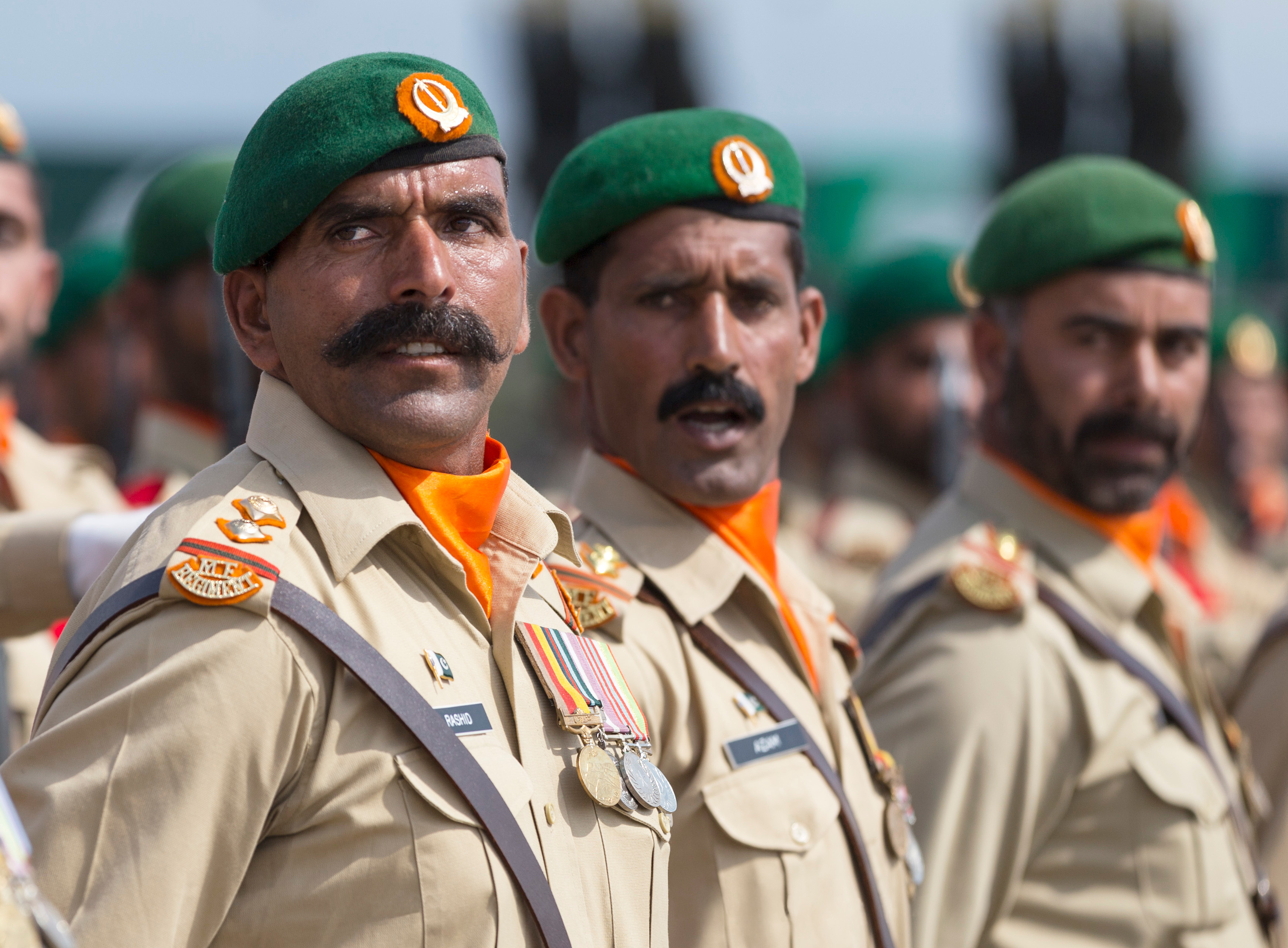

파키스탄의 날은 1940년 3월 23일 라호르에서 무슬림이 많이 사는 인도 제국의 지역을 따로 독립시켜달라고 요구한 라호르 결의를 기념하는 파키스탄의 국경일으로 3월 23일이다.

## 같이 보기
- 파키스탄의 역사
- 공화국의 날